# Raafat Ateya
Raafat Ateya (en árabe: رأفت عطية‎) (Sharquia, 6 de febrero de 1934), a veces transliterado como Atteya o Attia, (6 de febrero de 1934) fue un futbolista y entrenador de Fútbol egipcio, se desempeñaba como delantero.

## Carrera como jugador
Jugó 12 temporadas en el Zamalek Sporting Club de El Cairo. Concretamente desde la 1955-56, hasta la 1966-67. Con este equipo ganó 3 ligas y 5 copas, una de ellas, la de 1958, compartida con el máximo rival de su club, el Al-Ahly.

## Selección nacional
Disputó 9 partidos para la selección nacional de Egipto. Ganó la primera Copa Africana de Naciones de fútbol de la historia, siendo también el primer jugador en marcar un gol en dicha competición, el 0-1, de penalti, en el minuto 21 de partido, contra la selección anfitriona, Sudán. Jugó los 2 partidos, marcando ese único gol. También participó en la 3.ª edición de la CAN, la de 1962 en Etiopía, participando en los dos encuentros y siendo batidos en la final por los anfitriones, Etiopía.
También participó en los Juegos Olímpicos de 1960, celebrados en Roma, en los que marcó 2 goles, y en su edición posterior, en los Juegos Olímpicos de Tokio 1964, donde Egipto alcanzó las semifinales.

### Participaciones internacionales
| Año                            | Sede    | Resultado    |
| ------------------------------ | ------- | ------------ |
| Copa Africana de Naciones 1957 | Sudán   | Campeón      |
| Olimpiadas de Roma 1960        | Italia  | Primera fase |
| Copa Africana de Naciones 1962 | Etiopía | Subcampeón   |
| Olimpiadas de Tokio 1964       | Japón   | Semifinales  |

## Clubes
| Club    | País   | Año       |
| ------- | ------ | --------- |
| Zamalek | Egipto | 1955-1967 |

## Palmarés

### Copas nacionales
| Título         | Equipo  | País   | Año        |
| -------------- | ------- | ------ | ---------- |
| Copa de Egipto | Zamalek | Egipto | 1956-1957  |
| Copa de Egipto | Zamalek | Egipto | 1957-1958* |
| Copa de Egipto | Zamalek | Egipto | 1958-1959  |
| Copa de Egipto | Zamalek | Egipto | 1959-1960  |
| Liga egipcia   | Zamalek | Egipto | 1959-1960  |
| Copa de Egipto | Zamalek | Egipto | 1961-1962  |
| Liga egipcia   | Zamalek | Egipto | 1963-1964  |
| Liga egipcia   | Zamalek | Egipto | 1964-1965  |

| * Trofeo compartido con el Al-Ahly |

### Copas internacionales
| Título                    | Equipo | País  | Año  |
| ------------------------- | ------ | ----- | ---- |
| Copa Africana de Naciones | Egipto | Sudán | 1957 |